# اوبرمارشتال
اوبرمارشتال (به آلمانی: Obermarchtal) یک شهر در آلمان است که در الب-دانو-کریس واقع شده‌است. اوبرمارشتال ۱٬۲۷۹ نفر جمعیت دارد.